# Édith Georges
 (décembre 2021).
Améliorez-le ou discutez des points à vérifier. 
Édith Georges (née Adèle Marie Romana Lazzarotto le 20 mai 1931 à Turin et morte le 18 août 1981 à Saint Augustine) est une actrice, danseuse et  chanteuse française.

## Biographie
Adèle Marie Romana Lazzarotto est née à Turin (Italie) le 20 mai 1931. Elle est morte à Saint Augustine (Floride) le 18 août 1981. Elle est la fille de Giuseppe Lazzarotto et de Virginia Signori, originaire de Valstagna dans la province Italienne de Frioul-Vénétie julienne. Elle est la cadette d'un frère, Marcel Louis Lazzarotto, lui aussi né à Lyon. Giuseppe Lazzarotto, son père, possède une petite fabrique de meuble à Lyon et mourra d'un cancer des poumons. Toute la famille, parents et enfants, a acquis la nationalité française le 19 novembre 1948.

## Filmographie
- 1952 : La Danseuse nue de Robert Florat et Pierre Louis : Peggy
- 1953 : Rires de Paris d'Henri Lepage
- 1955 : Les deux font la paire d'André Berthomieu : Myra
- 1955 : Port du désir d'Edmond T. Gréville : Lola, la strip-teaseuse
- 1955 : Tant qu'il y aura des femmes d'Edmond T. Gréville : la maîtresse de Sylvain
- 1957 : Folies-Bergère d'Henri Decoin : Rita
- 1957 : L'Homme à l'imperméable de Julien Duvivier : Nelly, l'actrice qui lit l'article du journal